# Some Bizzare Records
Some Bizzare Records est un label discographique indépendant britannique, basé à Londres, en Angleterre. Il se consacre d'abord à la musique new wave, puis à la musique industrielle, fondé en 1980 par Stevo, manager du groupe Soft Cell. C'est aussi le titre d'une compilation éditée par ce label.

## Histoire
L'un des premiers groupes avec lesquels Some Bizzare a travaillé est B-Movie, après quoi le label a connu un succès notable avec Soft Cell, un duo électronique dont Stevo Pearce avait défendu l'EP Mutant Moments dans Sounds. Après que Soft Cell a signé avec Some Bizzare, Stevo Pearce est devenu leur manager, dans le cadre d'un contrat avec Phonogram Inc. Leur reprise de Tainted Love se hisse en tête des hit-parades.
Fondé par Stevo Pearce, le label produit dans un premier temps les disques de groupes new wave comme The The, Cabaret Voltaire, Einstürzende Neubauten, Depeche Mode, ou B-Movie. Il s'orientera ensuite de plus en plus vers la musique « indus » avec  Psychic TV, Test Dept, Coil, Swans, Foetus. Les anciens membres de Soft Cell, Marc Almond et Dave Ball, y auront aussi leur place.

## Some Bizzare Album
Titre d'une des toutes premières productions du label édité en 1981 sous la forme d'un disque 33 tours. Celui-ci compilait les morceaux de groupes anglais débutants, notamment Photographic, la première chanson enregistrée par le groupe Depeche Mode et d'autres de Soft Cell, The The, B-Movie et quelques formations obscures du même type. Cette reprise de Photographic se trouve sur la réédition de la compilation The Singles 81-85 de Depeche Mode parue en 1998.